# محسن بوهلال
محسن بوهلال (به انگلیسی: Mouhcine Bouhlal؛ ۲۲ آوریل ۱۹۷۰ – ۵ آوریل ۲۰۲۵) بازیکن فوتبال اهل مراکش بود.
از جمله باشگاه‌هایی که وی در آن‌ها بازی کرده‌است، می‌توان به باشگاه فوتبال ارتش سلطنتی مراکش اشاره کرد.
وی همچنین در تیم ملی فوتبال مراکش سابقهٔ بازی دارد.